# Didimioza chacapoya
Didimioza chacapoya är en tvåvingeart som beskrevs av Quate och Brown 2004. Didimioza chacapoya ingår i släktet Didimioza och familjen fjärilsmyggor.
Artens utbredningsområde är Peru. Inga underarter finns listade i Catalogue of Life.